# Lyelliana ancyloma
Lyelliana ancyloma är en fjärilsart som beskrevs av Turner 1917. Lyelliana ancyloma ingår i släktet Lyelliana och familjen mätare. Inga underarter finns listade i Catalogue of Life.